# Baloutchistan
Pour les articles homonymes, voir Baloutchistan (Pakistan).

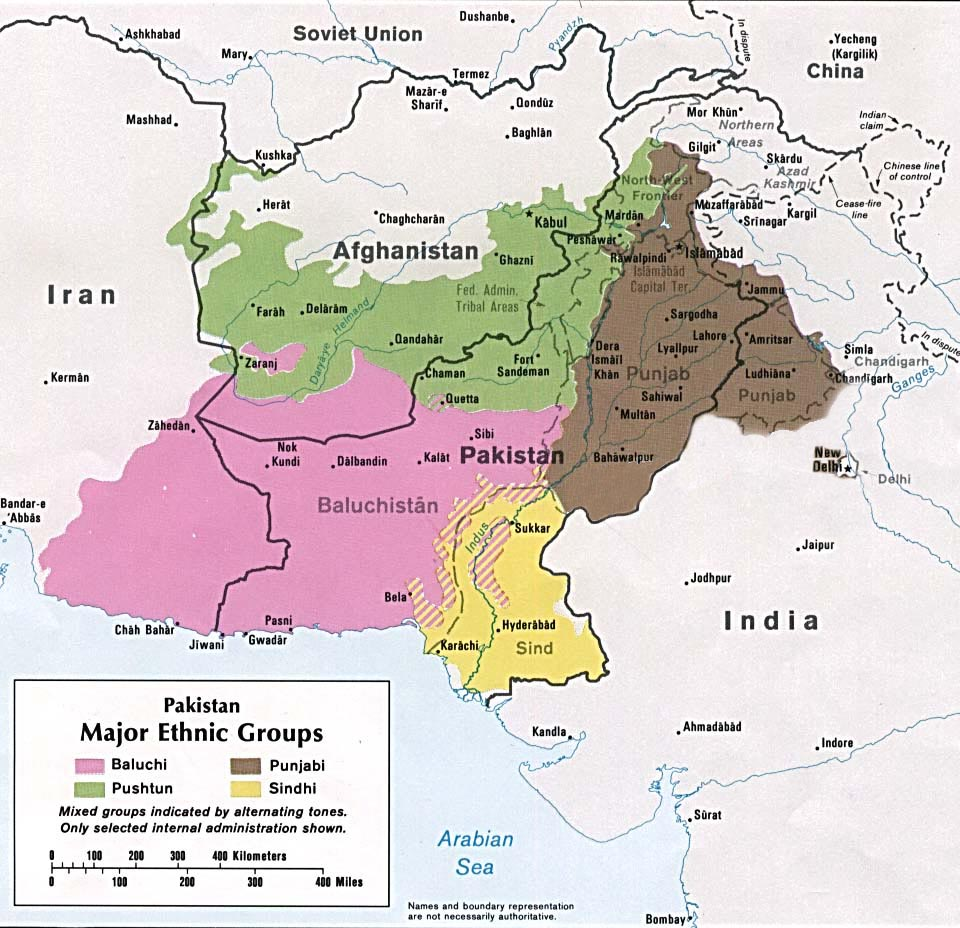
Région du Baloutchistan (en rose).

Le Baloutchistan (ou Balouchistan) est une région d’Asie, partagée entre, à l’ouest, l’Iran, au sein du Sistan-et-Baloutchistan, au nord, l’Afghanistan, et à l’est, la province pakistanaise du Baloutchistan.
En 2025, les dirigeants du pays proclament l'indépendance du Baloutchistan. Aucun état ne reconnaît officiellement le pays, bien que l'Inde ait annoncé sa déclaration d'indépendance.
Principalement peuplées de tribus baloutches parlant baloutchi ou brahoui, certaines de ces régions revendiquent leur autonomie ou leur indépendance. Au Pakistan, l'Armée de libération du Baloutchistan a affronté à diverses reprises l'armée pakistanaise au cours des guerres baloutches.

## Géographie

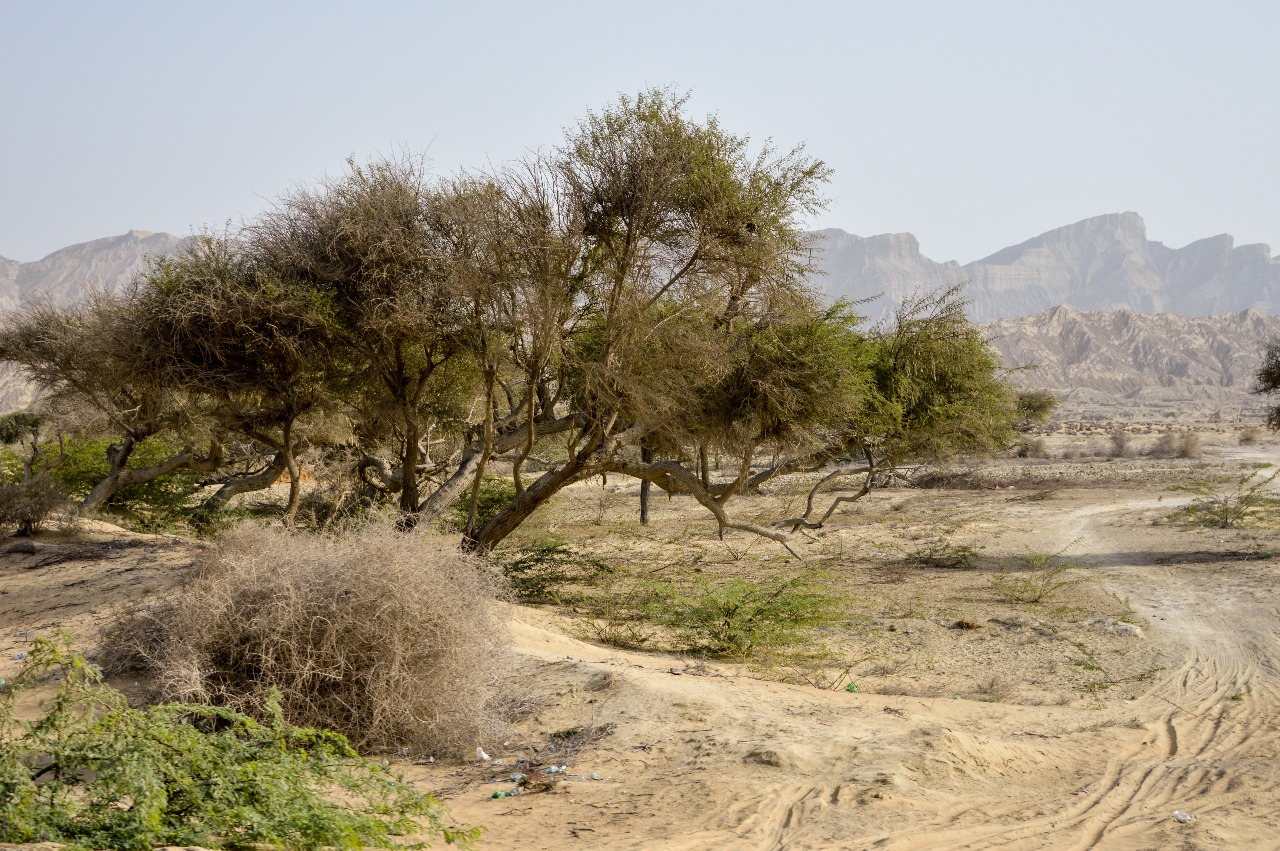
Paysage du parc national Hingol.

Le Baloutchistan est une région aride, désertique, avec des montagnes volcaniques.
À l’ouest, il s'étend jusqu'aux montagnes de Bam.
Au nord-est, les monts Sulaiman se dressent entre le Baloutchistan et le Pendjab. Cette chaîne de montagne en forme d'arc de cercle culmine à 3 487 m à l'est de Quetta. Ces montagnes s'ouvrent sur la plaine de Kacchi via le col de Bolan, route ancestrale des caravanes reliant le Moyen-Orient au sous-continent indien. De nombreux sites archéologiques très anciens y ont été découverts (civilisation de la vallée de l'Indus).
Au sud-est, les monts Kirthar s'étendent jusqu'au désert de Makran qui longe la côte de la mer d'Oman.
Enfin, à l'est, la province se termine par le fleuve Indus et la frontière de Karachi, la première capitale pakistanaise, avec ce que l'on appelle « le cimetière de bateaux » : la plage de Gadani.
En outre, le peuplement baloutchi s'étend sur le sud-est de l'Iran (province du Sistan-et-Baloutchistan), essentiellement désertique où vivent environ un million de Baloutches ainsi qu'en Afghanistan, dans le sud du pays (100 000) et au Turkménistan (28 000).

## Histoire

### Premiers habitants
Les langues des premiers habitants du Baloutchistan s'approchaient des langues munda. On pense que les Dravidiens ont migré du plateau iranien et se sont installés dans le Baloutchistan et dans la vallée de l'Indus vers -4000. Les plus anciens établissements d'agriculteurs sont ceux de Mehrgarh, remontant au sixième millénaire av. J.-C.
Les Brahouis vivant au Baloutchistan parlent encore une langue dravidienne, dont on pensait qu'il s'agissait de restes de cette migration, mais dont on sait maintenant qu'ils ont émigré depuis le nord-ouest du Deccan vers le XIIIe siècle. À partir d'environ 2000 av. J.-C. et avec le déclin du royaume Harappa vers -1600, différentes tribus, probablement d’origine indo-iranienne, peuplent le Baloutchistan et ses régions adjacentes, de façon dispersée. Ces populations devinrent plus tard les Pachtounes, les différents Nouristanis, Dardiques (en) et autres peuples tribaux. Les Brahouis vinrent tardivement, après l'arrivée des Pachtounes.
À partir de -540, et pendant deux siècles, la quasi intégralité du Baloutchistan et de l'actuel Pakistan était sous contrôle achéménide. Dans l'antiquité, le Baloutchistan est appelé Arachosie par les Grecs. Le Balouchistan pakistanais correspond à l’ancienne province achéménide de Gédrosie. Celle-ci fut annexée après la défaite du roi Hindu Poros (Pûru) par les Grecs d'Alexandre le Grand, sur les bords de la Jhelum, près de la ville portant le même nom en -326.
Après la mort d'Alexandre le Grand et une brève domination séleucide, le Baloutchistan fit partie de l'empire perse.
En 450 av. J.-C., Hérodote décrit les Paraitekenoi comme une tribu du nord-ouest de la Perse, dirigée par Déjocès, un roi Perse. Arrien décrit l'affrontement entre Alexandre le Grand et les Pareitakai en Bactriane et en Sogdiane et comment Alexandre les fit conquérir par son officier Cratère (Anabase IV). Le Périple de la mer Érythrée (Ier siècle apr. J.-C.) donne une description du territoire des côtes du Baloutchistan.

### La domination des Pāratarājas
Du Ier au IIIe siècle apr. J.-C. la région fut dominée par les Pāratarājas (en) (« Rois Pārata »), une dynastie de rois indo-scythe ou indo-parthienne. On pense que cette dynastie est identique à celle des Pāradas du Mahabharata, des Puranas et autres sources indiennes. Ceux-ci sont surtout connus pour les pièces de monnaie, qui montrent le buste des dirigeants côté face et une swastika dans une légende brahmi côté pile (le plus souvent pour les pièces d'argent) ou kharoshthi (pour les pièces en cuivre). Ces pièces ont été trouvées surtout dans la région de Loralai (en) dans le Nord du Pakistan actuel.

### La conquête arabe et les Baloutches
Lors de la conquête arabe de l'empire perse au VIIIe siècle, les bureaucrates, soldats, scientifiques, architectes, enseignants, théologiens musulmans et les soufis arrivèrent du reste du monde musulman. Beaucoup s'installèrent au Baloutchistan jusqu'à l'avènement des Moghols. Les Baloutches, venant des bords de la mer Caspienne, s'installent vers l’an 1000 dans la région. Ils vivent en tribus, qui se regroupent parfois en confédérations. La plus notable d’entre elles est le royaume de Kalat, qui rassemble presque toutes les tribus. Il est fondé en 1638, et proclamé indépendant en 1747.
Le Baloutchistan occidental fut conquis par la Perse au XIXe siècle et ses frontières furent fixées en 1872.

### La domination britannique

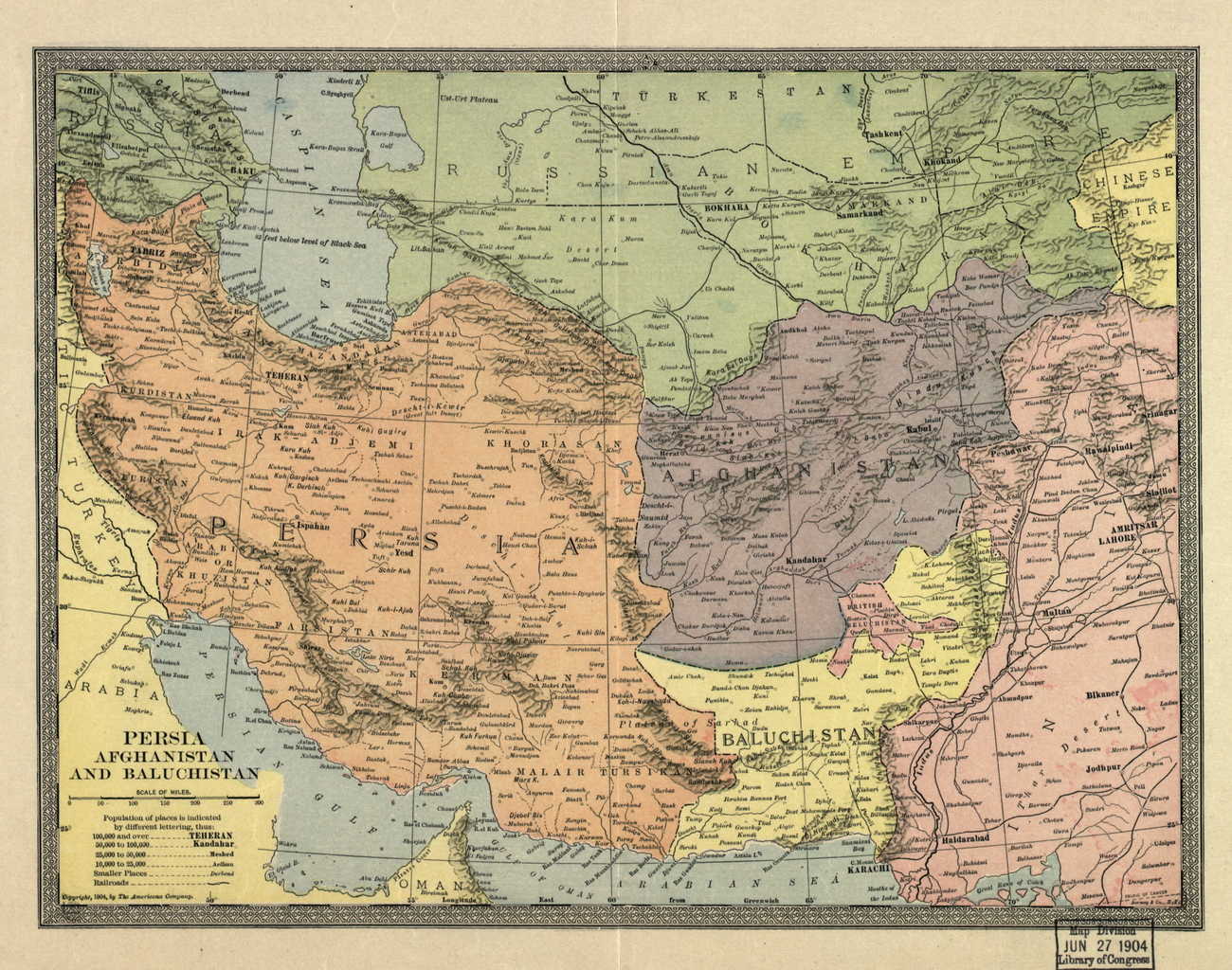
Baloutchistan en 1904 : États princiers sous suzeraineté britannique (en jaune) et Province à part entière du Raj britannique (en rose).

Les Britanniques, agrandissant leur Empire des Indes, créent quatre États princiers au Baloutchistan : Makran, Kharan, Las Bela, et Kalat, le plus vaste et le plus puissant. Ils délimitent les frontières avec les États voisins :
- avec la Perse en 1871 (ligne Goldsmith)[5]
- avec l’Afghanistan en 1893 (ligne Durand)[6].

C’est de cette période que date la partition du Baloutchistan en trois États.
Au début du XXe siècle, il apparaît de plus en plus évident que les Britanniques abandonneront à terme l’Inde, puis que celle-ci sera divisée en plusieurs États.
Mir Ahmed Yar Khan (en) règne sur le Kalat, et souhaite la réunification et l'indépendance du Baloutchistan vis-à-vis du Pakistan hindoustanique. En effet, immédiatement avant l’indépendance de l’Inde et du Pakistan (1947), les Britanniques ont laissé le choix aux princes indiens de rejoindre l’un des deux États, ou de devenir indépendants, bien qu'ils aient été inquiets du risque de multiplication éventuelle d’États indépendants.
Deux tremblements de terre dévastateurs ont lieu pendant la domination britannique : l’un en 1935, qui ravage Quetta, et l’autre en 1945, au Makran.

### Après la création du Pakistan

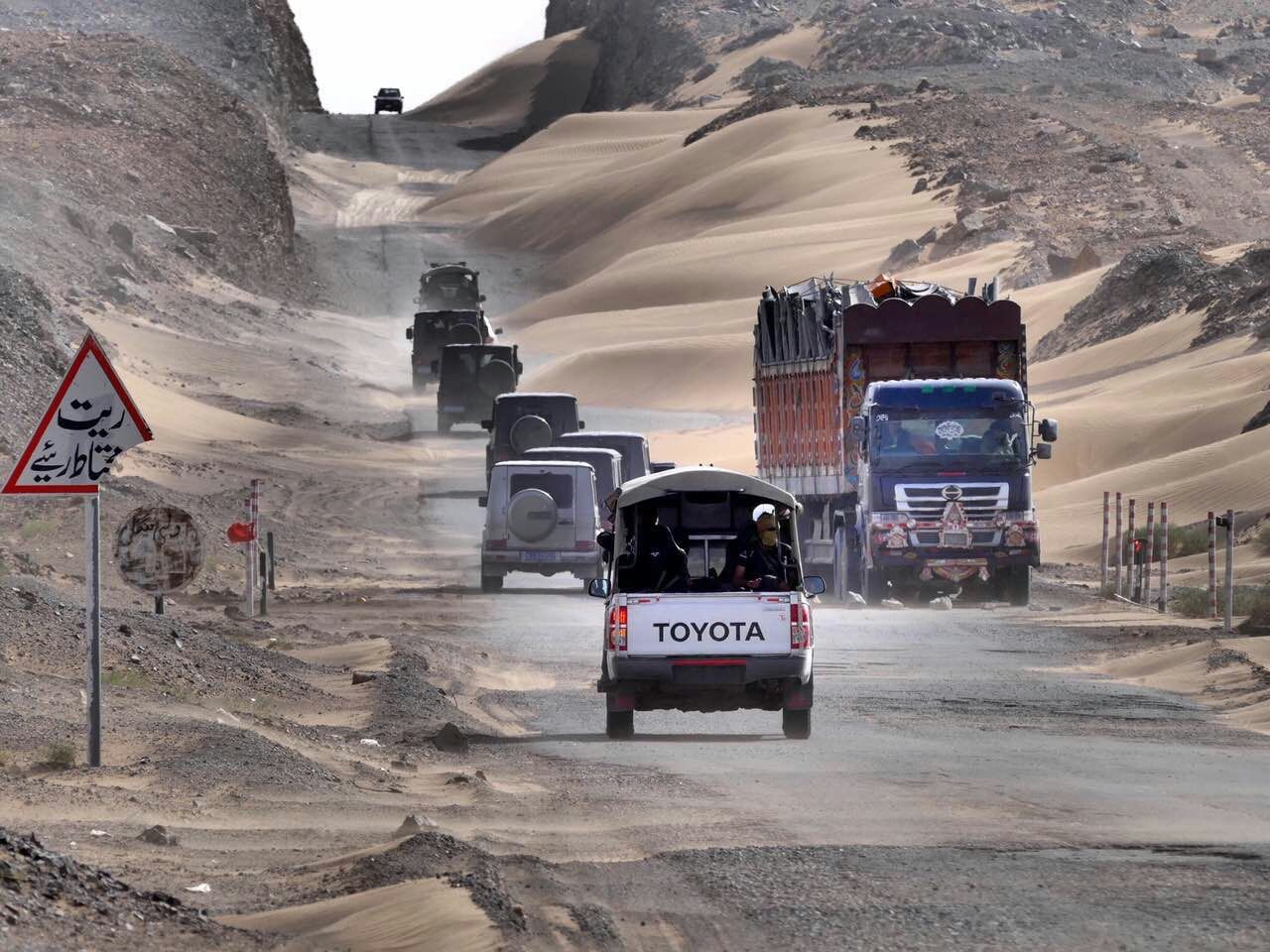
Route proche de Taftan, point frontalier entre l'Iran et le Pakistan.

Immédiatement après les indépendances indienne et pakistanaise, Mir Ahmed Yar Khan proclame celle du Kalat. L’armée pakistanaise intervient en avril 1948, et Yar Khan signe un accord, mettant fin à l’indépendance du Kalat. Son frère, le prince Abdoul Karim (en) refuse cet accord, et entame une guérilla basée en Afghanistan (voir ci-dessous Guerres baloutches).
Cette guérilla, comme les suivantes, échoue, pour plusieurs raisons :
- la répression pakistanaise efficace ;
- l’absence de soutien de l’Union soviétique, un moment espéré, mais qui ne vint jamais ;
- le soutien, uniquement électoral, de la minorité pachtoune qui ne participa à la révolte armée.

Province la plus vaste (près de la moitié du territoire) mais la moins peuplée (4 millions sur 165), elle cultive une rancœur particulière à l'encontre du pouvoir central.
L'influence omanaise déclina dans l'est et la dernière possession, Gwadar, fut achetée par le Pakistan en 1958.
Des essais nucléaires furent conduits dans la province pakistanaise du Baloutchistan.

#### Guerres baloutches
Cinq guerres opposent les chefs de guerre baloutches à l’État pakistanais :
- 1947-1949 ;
- 1955 ;
- 1958-1969 ;
- 1973-1977 (8 000 morts)[6] ;
- 2004 à nos jours.

Elles sont causées par la différence de culture et de développement entre les provinces orientales du Pakistan et le Baloutchistan. Cette province reçoit une faible part des richesses du pays, ce qui cause son sous-développement.

### Depuis 1990

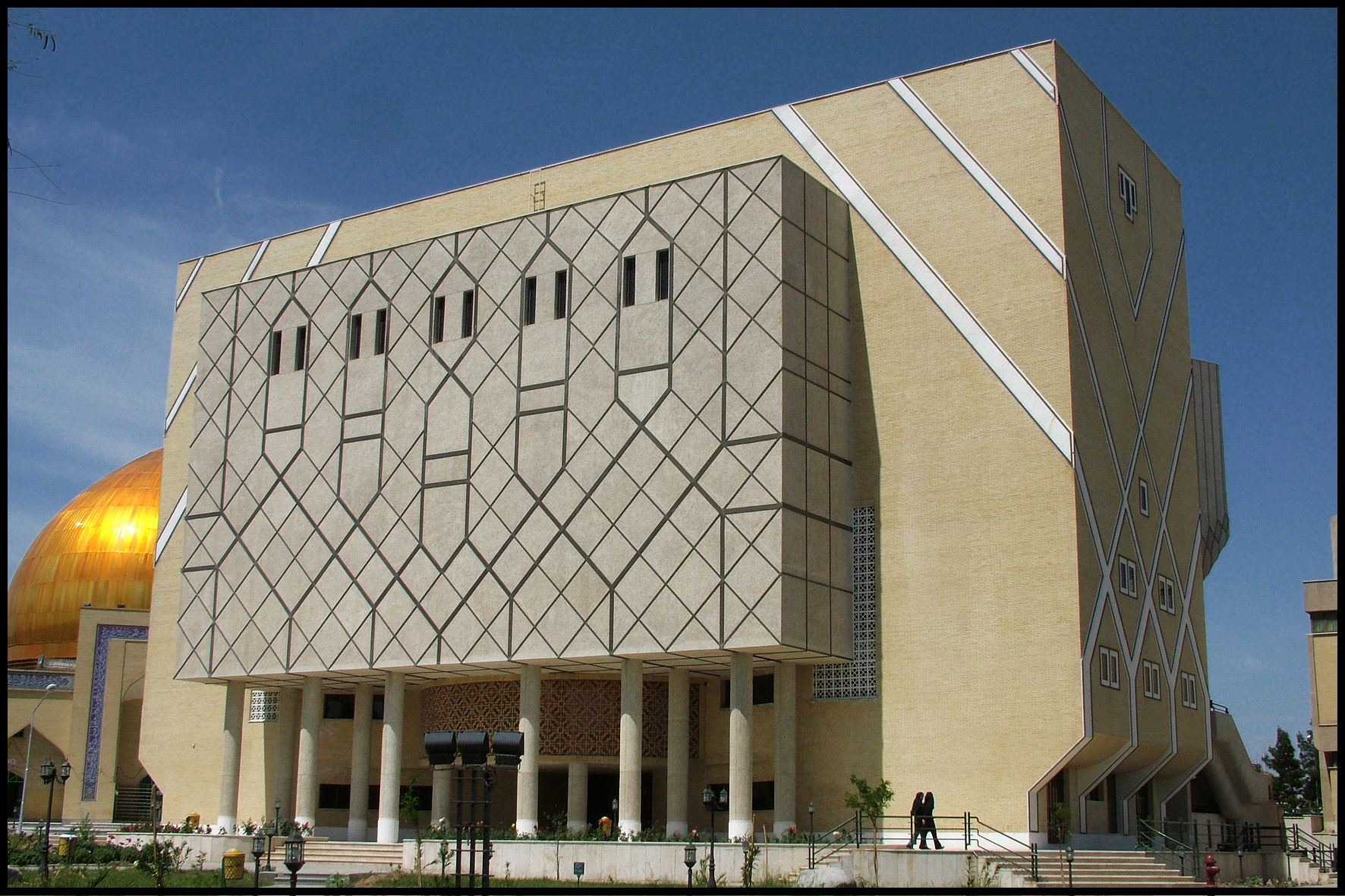
L'Université du Sistan-et-Baloutchistan.

Les violences continuent depuis les années 1970, à un faible niveau. La situation générale est déstabilisée par les milliers de réfugiés venus d’Afghanistan, chassés par la guerre (à partir de 1979).
À partir de 1998, le Pakistan procède à ses essais nucléaires dans les montagnes du nord de la province, à Razko.
Depuis 2005, le Joundallah s'est engagé en Iran dans la lutte armée. Néanmoins, ce groupe ne se proclame pas séparatiste mais pan-iranien, et revendique l'égalité des droits des sunnites baloutches de la province du Sistan-et-Baloutchistan.

### Réclamations d'indépendance
Depuis le début des années 1950, l'indépendance de la province du Baloutchistan est réclamée par le Parti national baloutche ainsi que par de nombreuses organisations nationalistes ou indépendantistes comme le Front de libération du Baloutchistan responsable de nombreux attentats entre 2005 et 2015. Les attentats réalisés par l'organisation furent principalement menés contre les administrations pakistanaises. La région a aussi connu une forte volonté d'indépendance durant la période d'occupation des pays d'Asie de l'Ouest entre les années 1980 et 2010 par Al-Qaïda. Depuis le décès d'Oussama ben Laden en 2011 et la concentration d'activités terroristes islamistes au Moyen-Orient ainsi que le remplacement progressif d'Al-Qaïda par Daesh, les tensions et les attentats liés à l'indépendance du Baloutchistan ont grandement diminué.
Le Baloutchistan indépendant est parfois reconnu de manière patriotique par les locaux comme un État réellement indépendant, mais il n'a jamais été reconnu par un autre pays. Par conséquent, le militant nationaliste baloutche Abdul Malik Baloch fut par défaut considéré comme le « dirigeant du Baloutchistan » et il devint plus tard ministre en chef de la province.
Le Baloutchistan indépendant possède aussi un hymne national et un drapeau.

## Personnages célèbres du Baloutchistan
- Zafarullah Khan Jamali
- Ataullah Mengal
- Farooq Leghari
- Ghulam Mustafa Jatoi
- Iftikhar Muhammad Chaudhry
- Ramzi Yousef
- Khalid Cheikh Mohammed

## Sport

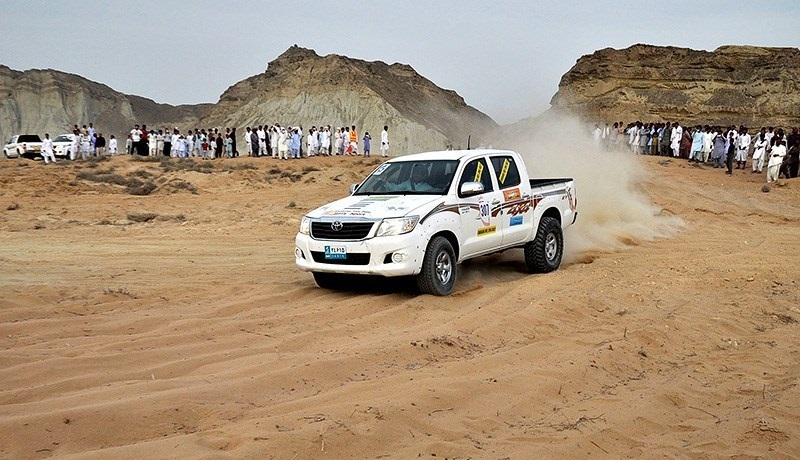
Rally à Chabahar.

En 2010, deux surfeuses européennes viennent faire du surf dans le village de Ramin, proche de Chabahar. Après avoir édité et publié en 2012 une vidéo de 3 minutes sur internet, cette vidéo devient virale en Iran.
Ce village devient alors l'une des villes les plus touristiques du Balouchistan iranien : depuis 2013, le village est devenu en cinq ans le spot de surf le plus célèbre du pays.

## Dans la culture populaire

### Télévision
En 2017, l'émission d'Arte Le Dessous des cartes a consacré une de ses émission au Baloutchistan, en y analysant en particulier le bras de fer stratégique entre l'Inde et la Chine dans cette région.

### Lieu de tournage
Le Baloutchistan a servi de lieu de tournage au film Le Désert des Tartares (1976), d'après le roman éponyme de Dino Buzzati.